# Quốc lộ 50
Quốc lộ 50 là tuyến đường nối liền từ Thành phố Hồ Chí Minh qua tỉnh Tây Ninh đến tỉnh Đồng Tháp. Tuyến đường bắt đầu từ Cầu Nhị Thiên Đường, thuộc địa phận Quận 8, Thành phố Hồ Chí Minh, theo hướng nam đi qua huyện Bình Chánh (Thành phố Hồ Chí Minh), sang huyện Cần Giuộc, huyện Cần Đước, thuộc tỉnh Long An, đến thành phố Gò Công thuộc tỉnh Tiền Giang. Tại trung tâm thành phố, con đường rẽ sang hướng tây qua các huyện Gò Công Tây, Chợ Gạo và kết thúc tại thành phố Mỹ Tho, tỉnh Tiền Giang, với tổng chiều khoảng dài 95,2 km.

## Thông tin tuyến đường
Trước đây, đoạn thuộc Thành phố Hồ Chí Minh và Long An còn được gọi là liên tỉnh lộ 50.
Chiều dài một số đoạn trên quốc lộ 50:
- Đoạn trong Thành phố Hồ Chí Minh: 12 km.
- Thành phố Hồ Chí Minh - thành phố Gò Công: 40,9 km.
- Thành phố Gò Công - thành phố Mỹ Tho: 41,3 km.

Quốc lộ 50 cùng với quốc lộ 60 tạo nên tuyến đường duyên hải song hành với Quốc lộ 1 đi qua các tỉnh vùng Đồng bằng sông Cửu Long.
Khi đến địa phận thành phố Gò Công được đổi tên là đường Hồ Biểu Chánh